# Big Pun
Christopher Lee Rios, mer känd under artistnamnen Big Punisher eller Big Pun, född 10 november 1971 i Bronx, New York, död 7 februari 2000 i White Plains, New York, var en amerikansk rappare av Puerto Ricoanskt ursprung. Han gick bort vid 28 års ålder på grund av hjärtattack, som berodde på hans övervikt. Han lämnade efter sig sin fru, Liza Rios, och tre barn. Big Pun var den första latino-rapparen som solo sålt över en miljon LPs. Hans första artistnamn var Big Moon Dawg. Namnet Big Pun, eller Big Punisher, kommer från Marvel Comics antihjälte Punisher. Han är far till Christopher Rios Jr (född 1994), som också är rappare under namnet "Chris Rivers". Han betraktas ofta som en av de mest inflytelserika hip hop artister nånsin. Det amerikanska magasinet The Source rankade honom nummer 19 på sin lista över de 50 bästa sångtextförfattare genom tiderna.

## Diskografi

### Soloalbum
- 1998: Capital Punishment (Platina x2 i USA.[1] Guld i Kanada)[2]
- 2000: Yeeeah Baby (Platina i USA)[1]
- 2001: Endangered Species